# Call of Duty: Black Ops 7
『Call of Duty: Black Ops 7』（コール オブ デューティ ブラックオプス 7）は、アクティビジョンより2025年11月14日に発売予定のファーストパーソン・シューティングゲーム。「コール オブ デューティ」本編の22作目。略称は『CoD:BO7』。

## 概要
「ブラックオプス」本編の7作目であり、2024年発売の『コール オブ デューティ ブラックオプス 6』の続編。一部のコンテンツが引き継がれる。時系列では、2012年発売の『コール オブ デューティ ブラックオプスII』から10年後の2035年が舞台である。近未来を描いた作品としては、2018年発売の『コール オブ デューティ ブラックオプス 4』以来となる。キャッチコピーは「狂気を受け入れよ」。

## 登場人物

### JSOC
デイビッド・メイソン（David Mason）
統合特殊作戦コマンドの作戦要員で「スペクター1」の一員。1980年生まれの55歳。アラスカ州出身。コールサインは「セクション（Section）」。父親であるアレックス・メイソンの死後、その親友であり相棒であった、フランク・ウッズに引き取られて育てられる。 2025年にコルディス・ダイのリーダー、メネンデスを射殺する。
マイク・ハーパー（Mike Harper）
デイビッドの相棒で「スペクター1」の一員。アーカンソー州出身。右手の刺青が特徴。仲間思いで歯に衣着せぬ性格だが、無鉄砲で荒っぽい言動が目立つ。
エリック・サミュエルズ（Eric Samuels）
「スペクター1」の一員。1991年、ペンシルベニア州ヨーク出身。かつてボスワース大統領のシークレットサービスを務めていたが、2025年のメネンデスによるロサンゼルス攻撃を受け、2031年にデイビッドのJSOCチームに移籍する。
レイラニ・トゥプオラ（Leilani Tupuola）
「スペクター1」の一員。ニュージーランドのギズボーン出身。コールサインは「50/50（Fifty fifty）」。変性疾患を患っていたが、最先端のバイオニックアップグレードプログラムを受け、義手や義足を活用して病を克服している。
スレード・バリック（Slade Barrick）
スペクター2のリーダー。コールサインは「レイザー」。

### BOシリーズからの登場
トロイ・マーシャル (Troy Marshall) 
元CIA工作員で現在は統合特殊作戦コマンドの「スペクター1」の指揮官。前作「BO6」に登場。1960年生まれ。階級は大佐。
フランク・ウッズ（Frank Woods）
元CIA工作員。デイビッドの育ての親でマーシャルの師匠。「BO」「BO2」「BOCW」「BO6」に登場。1930年生まれ。
アレックス・メイソン（Alex Mason）
元CIA工作員。デイビッドの父親で、ウッズの相棒だった男。「BO」「BO2」「BOCW」に登場。1933年生まれ。
1989年にメネンデスに嵌められたウッズによって誤って射殺される。
ラウル・メネンデス（Raúl Menéndez/Raul Menendez）
「コルディス・ダイ」のリーダー。ニカラグア出身。「BO2」に登場。1963年生まれ。
1986年、火中の妹・ジョセフィーナを救助に向かうが、彼の拘束にやってきたウッズ、ハドソンらに制止され、ウッズの投げた手榴弾でジョセフィーナが死亡。以降アメリカおよびCIA、メイソンやウッズを強く憎む。
2025年にはコルディス・ダイのリーダー「オデュッセウス」としてアメリカを他国間との戦争を誘導し弱体化させることを目論みロサンゼルスで大規模なサイバーテロを起こすが、デイビッドによって阻止され射殺される。
セヴァティ・デュマ（Sevati Dumas）
「ギルド」の最高権力者。前作「BO6」に登場。
ギルドが大企業へと変貌する陰で暗躍し、金融と工学の天才であるケーガンをCEOに登用する。かつてギルドがアヴァロンの一犯罪組織だった頃に敵対しており、その際マーシャルと共闘した。

### ギルド
エマ・キーガン（Emma Kagan）
犯罪組織を起源に持つテクノロジー企業「ギルド」のCEO 。2005年、シカゴ生まれ。20代前半の頃ギルドに加わると、デュマの目に留まり後継者に選ばれ、28歳でCEOの地位に就く。ギルドの顔として、会社の利益を継続的に守るために尽力する、優秀でカリスマ性のある幹部。

## 用語

### 組織
スペクター1
統合特殊作戦コマンドの特殊作戦チーム。指揮官はトロイ・マーシャル。
ギルド
ヨーロッパのアヴァロンを拠点とする防衛テクノロジー企業。元は麻薬や武器の密輸によって生計を立てる犯罪組織だったが、「BO6」でCIA工作員が率いる軍閥「パンテオン」と提携したことでマーシャルらに主要な幹部を殺害されたため、その後は合法的な輸送・物流企業を装って成長し、やがて科学者またはエンジニアを雇用して軍事および警備関連の技術開発に着手した。
「BO2」での戦いの前後に最先端の監視システムや警備用ドローンを世界各国に提供し、業界でもトップの影響力を持つ。
コルディス・ダイ
ラウル・ネメンデスが率いる国際的テロ組織で巨大な政治運動。